# Общественный колледж Хьюстона
Общественный колледж Хьюстона (англ. Houston Community College System) — американский общественный колледж со штаб-квартирой в городе Хьюстон.

## История
Колледж был основан в 1971 г. В настоящее время колледж состоит из шести отдельных кампусов, расположенных на территории г. Хьюстона, а также отделение колледжа в Дохе, Катар.

## Аккредитация
Колледж считается одним из аккредитованных официальных учебных заведений в США.

## Деятельность
В настоящее время колледж осуществляет подготовку студентов по разным направлениям обучения. Сроки обучение как правило варьируются от двух до четырёх лет. По окончании выпускник получает диплом (Associate Degree). Также существуют различные программы перевода в университеты США с учётом взятых в Houston Community College курсов.

## Преподавательский состав
Преподавательский состав колледжа составляет примерно около 2.513 человек. Существует деление преподавательского состава на Full time professor (полная рабочая неделя) и Adjunct professor (неполная рабочая неделя)

## Инфраструктура
На территории каждого кампуса расположена библиотека, столовая, а также офисы администрации и центр помощи студентам.

## Безопасность
Общественный колледж Хьюстона располагает отдельным подразделением полиции (Houston Community College Police) которая входит в департамент полиции г. Хьюстона Также на территории каждого кампуса осуществляется круглосуточное видеонаблюдение и велосипедный патруль.

## Международная деятельность
Колледж занимается не только обучением студентов, имеющих гражданство США, но также международных студентов со всего мира. В колледже существует система обучения английскому языку (English as a Second Language) для иностранных студентов. ESL подразделяется на 4 уровня обучения (по сложности) Те студенты, кто успешно окончили все 4 уровня подготовки английского языка, могут продолжать обучение по своей основной программе, а также переводиться в другие колледжи и университеты США.